# مانثوس كاتسوليس
مانثوس كاتسوليس (باليونانية: Μάνθος Κατσούλης)‏ مواليد 20 يوليو 1956 في كافالا، هو لاعب كرة سلة يوناني معتزل. يبلغ طوله 6 قدم 8.75 بوصة (2.1 م).

## المسيرة الاحترافية
لعب مع نادي أريس لكرة السلة من سنة 1988 إلى 1990، ثم لعب مع نادي إراكليس سالونيك لكرة السلة من سنة 1990 إلى 1993، ثم لعب مع نادي ماكدونيكوس لكرة السلة في موسم 1993–1994.

## روابط خارجية
- مانثوس كاتسوليس على موقع الاتحاد الدولي لكرة السلة (الإنجليزية)
- مانثوس كاتسوليس على موقع بروبوليرز (الإنجليزية)